# Dunlop Rubber
Dunlop Ltd., in origine Dunlop Rubber, era una multinazionale britannica attiva nella produzione di vari prodotti in gomma naturale. 
L'attività fu fondata nel 1889 da Harvey du Cros, che coinvolse John Boyd Dunlop, che aveva inventato e sviluppato i primi pneumatici, per il triciclo di suo figlio. 
Fu una delle prime multinazionali e, sotto la guida di du Cros e, dopo di lui, di Eric Geddes, crebbe fino a diventare una delle più grandi aziende industriali britanniche. J. B. Dunlop aveva interrotto ogni legame con l'azienda ben prima che il suo nome venisse utilizzato per qualsiasi parte dell'attività. 
L'azienda e lo stabilimento produttivo furono fondati in Upper Stephen Street, a Dublino. Una targa commemora il sito, che ora fa parte della sede centrale del marchio multinazionale irlandese di grandi magazzini Dunnes Stores.
Dunlop Rubber non riuscì ad adattarsi alle mutevoli condizioni di mercato negli anni '70, nonostante avesse riconosciuto a metà degli anni '60 il potenziale calo della domanda dovuto all'avvento sul mercato di pneumatici radiali più resistenti. 
A causa di un indebitamento eccessivo, Dunlop fu acquisita dal conglomerato industriale BTR nel 1985. Da allora, la proprietà dei vari marchi Dunlop è diventata frammentata, tra Dunlop Aviation Division, Dunlop Slazenger, Dunlop Sport Australia, Pacific Dunlop, Dunlop Sport, Dunlop Tyres, Dunlop Aircraft Tyres.